# Tillandsia loma-blancae
Tillandsia loma-blancae är en gräsväxtart som beskrevs av Renate Ehlers och Lautner. Tillandsia loma-blancae ingår i släktet Tillandsia och familjen Bromeliaceae. Inga underarter finns listade i Catalogue of Life.